# Clarence (Cartoon Network)
Clarence este un serial animat american de televiziune creat de Skyler Page pentru Cartoon Network. Serialul are ca subiect un băiețel, numit Clarence, care este optimist în privința oricărui lucru și pe cei doi prieteni ai lui, Jeff și Sumo. Page, un fost scenarist pentru Să-nceapă aventura și revizionist pentru Secret Mountain Fort Awesome, a dezvoltat serialul la Cartoon Network Studios ca parte a programului de dezvoltare a scurtmetrajelor lor în anul 2012.
Canalul a comandat 12 episoade de 15 minute, cu episodul-pilot difuzat după showul Hall of Game Awards din anul 2014 pe 17 februarie 2014. Premiera serialului a fost văzută de aproximativ 2.3 milioane de spectatori, supraperformând seriale în aceeași democrafie a sa în loc. Recepția criticilor a fost pozitivă, iar episodul-pilot a fost nominalizat pentru un Premiu de Artă Creativă.
Premiera în România a fost pe data de 24 noiembrie 2014 pe canalul Cartoon Network.

## Despre serial
Într-o lume gălăgioasă, Clarence e pur și simplu o oază de lumină. Vede lumea numai în culorile lui preferate: movul bombon și verdele țipător. Pentru Clarence, prietenii lui, Jeff și Sumo, și mama lui, Mary, sunt mai valoroși decât aurul. Orice s-ar întâmpla, bine sau rău, nimic nu-l poate supăra pe Clarence.

## Personaje

### Personaje principale
- Clarence - Clarence este entuziast și curios din fire, lui Clarence îi place totul, pentru că totul i se pare extraordinar. Cu atitudinea lui unică, fiecare zi e cea mai frumoasă dintre toate.
- Jeff - Jeff e prietenul cel mai bun al lui Clarence, Jeff (Gef), e un tip cam prăfuit, cu o listă luuuungă de fobii, dar chiar și cineva atât de stresat ca Jeff nu se poate abține de la distracție când Clarence e prin preajmă.
- Sumo - Sumo este prietenul cel mai bun al lui Clarence, Sumo, e un puști care le știe pe toate. E complet imprevizibil și incredibil de neînfricat, dar e și un prieten foarte credincios, pe care te poți baza oricând.

### Personaje secundare
- Mary - Mary este mama lui Clarence. Cu combinația ei rară de răbdare, vitalitate, umor și sprijin necondiționat, este părintele perfect pentru Clarence.
- Belson - Belson e un copil rău, care tinde să arunce cuvinte răutăcioase în loc de pumni. Bogat și răsfățat, lui Belson îi place în secret de Clarence, deși n-ar recunoaște-o în ruptul capului.
- Chad - Chad este tatăl adoptiv al lui Clarence și soțul lui Mary. Clarence îl admiră enorm de mult și îl crede idolul lui, însă Chad nu este chiar atât de deștept și nu știe tot timpul cum să își folosească mintea. De obicei se alătură lui Clarence când acesta face trăznăi cu prietenii săi.
- Domnișoara Baker - Este profesoara lui Clarence.
- Joshua „Josh” Maverick - E un tânăr nefericit care nu suportă copiii, în special pe Sumo.
- Chelsea - Chelsea este o fată curajoasă și sinceră care insistă faptului că ea este superior la orice băiat, în special pe Sumo.
- Nathan și Dustin - Sunt prietenii lui Belson.
- Percy - Percy este un băiat scund care este un prieten de-al lui Clarence.

## Voci
- Skyler Page - Clarence (episoadele 1-32 și 35-36), Nathan (episoadele 2-35), Domnul Reese (episoadele 9-35), Blaide (episoadele 3-32)
- Spencer Rothbell - Clarence (episoadele 33-34, 37-prezent), Blaide (episoadele 39-prezent)
- Sean Giambrone - Jeff
- Tom Kenny - Sumo
- Katie Crown - Mary, Domnișoara Baker
- Roger Craig Smith - Belson, Percy
- Eric Edelstein - Chad
- Brent Popolizio - Joshua "Josh" Maverick
- Damien Haas - Nathan (episoadele 37-prezent)
- Kyle Arem - Dustin
- Grace Kaufman - Chelsea
- Donovan Patton - Domnul Reese (episoadele 39-prezent)
- Joshua Rush - Breehn
- Alberto Gonzales - Emilio (sezonul 1)
- Enrique Contreras - Emilio (sezonul 2)
- Isabella Niems - Kimby
- Ivy Bishop - Malessica
- Tayler Buck - Courtin
- Jason Marsden - Sumo (episodul pilot), Belson (episodul pilot)

## Dublajul

### Sezonul 1 (episoadele 1 - 38, 41)
Dublajul a fost realizat de studioul Mediavision.
- Adrian Ciglenean - Clarence
- Mihai Bisericanu - Sumo
- Tudor Gavrilă - Jeff (episoadele 1-26)
- Silviu Stănescu - Jeff (episoadele 27-38, 41)
- Afrodita Androne - Mary, Domnișoara Baker (episodul 41)
- Armand Calotă - Belson
- Miruna Roșu - Domnișoara Baker
- George Lungoci - Chad
- Eugen Morcov - Nathan, Polițist
- Dora Ortelecan Dumitrescu - Dustin
- Oana Avram Mereuță - Percy, Mama lui Belson, Bunica lui Clarence
- Andreea Prossi - Chelsea
- Gică Andrușcă - Belson (episodul 41)
- Petre Lupu
- Claudia Susanu
- Neculai Predică

Regia: Neculai Predică

### Sezoanele 1 (episoadele 39, 40, 42 - 51) - 3
Dublajul a fost realizat în studioul Fast Production Film.
- Raul Stănulescu - Clarence
- Claudiu Maier - Sumo
- Răzvan Dinu - Jeff
- Alexandra Radu - Mary
- Ionuț Ionescu - Chad, Fratele lui Sumo, Copernicus (ep. 43)
- Elias Ferkin - Belson
- Mike Gheorghiu - Breehn
- Cristian Niculescu - Percy
- Victor Bucur - Tatăl lui Sumo
- Viorel Ionescu - Directorul Reese

## Episoade
| Sezonul | Sezonul | Episoade | Episoade | Premiera TV       | Premiera TV       | Premiera TV în România | Premiera TV în România |
| Sezonul | Sezonul | Episoade | Episoade | Prima transmisie  | Ultima transmisie | Prima transmisie       | Ultima transmisie      |
| ------- | ------- | -------- | -------- | ----------------- | ----------------- | ---------------------- | ---------------------- |
|         | Pilot   | Pilot    | Pilot    | 17 februarie 2014 | 17 februarie 2014 | TBA                    | TBA                    |
|         | 1       | 51       | 51       | 14 aprilie 2014   | 27 octombrie 2015 | 24 noiembrie 2014      | 7 iunie 2016           |
|         | 2       | 39       | 39       | 18 ianuarie 2016  | 3 februarie 2017  | 21 noiembrie 2016      | 13 aprilie 2017        |
|         | 3       | 40       | 40       | 10 februarie 2017 | 24 iunie 2018     | 2 octombrie 2017       | 27 aprilie 2018        |

## Seriale similare
- Steven Universe
- Unchiul bunic